# Summer Somewhere
Summer Somewhere é o um EP lançado pela banda de rock Highwater Rising em 2006.

## Faixas
| N.º | Título             | Duração |  |
| 1.  | "30 Years"         | 4:30    |  |
| 2.  | "She's All I Need" | 4:20    |  |
| 3.  | "Cornerwall"       | 4:54    |  |
| 4.  | "Escape This Town" | 4:12    |  |
| 5.  | "Summer Somewhere" | 4:12    |  |
| 6.  | "Tired"            | 4:00    |  |